# Buddy Myer
Charles Solomon Myer (Ellisville, Misisipi, 16 de marzo de 1904-Baton Rouge, Luisiana, 31 de octubre de 1974), más conocido como Buddy Myer, fue un jugador profesional estadounidense de béisbol que se desempeñó en la posición de segunda base en las Grandes Ligas de Béisbol (MLB).

## Carrera
Myer jugó como profesional tres temporadas en Washington Senators (1925-1927), después pasó a Boston Red Sox (1927-1928), luego regresó a Washington Senators, donde jugó trece temporadas (1929-1941), y fue el equipo en el que se retiró.

## Títulos
Fue campeón de bateo de la Liga Americana en una oportunidad (1935).